# Старий Карбаш
Старий Карба́ш (рос. Старый Карбаш, башк. Иҫке Ҡарбаш) — присілок у складі Буздяцького району Башкортостану, Росія. Входить до складу Тавларовської сільської ради.
Населення — 122 особи (2010; 151 у 2002).
Національний склад:
- башкири — 65 %
- татари — 34 %